# 제임스 와니 이가
제임스 와니 이가(영어: James Wani Igga, 1949년 ~ )는 남수단의 정치인이다. 2011년부터 2013년까지 남수단의 하원 격인 국가 입법 회의의 대변인을 역임했고 2013년 8월 25일부터 2016년 4월 26일까지 남수단의 부통령을 역임했다. 2020년 2월 21일에는 남수단의 제2부통령으로 임명되었다.